# Greg MacGillivray
Greg Alexander MacGillivray (* 4. Juni 1945 in San Diego, Kalifornien) ist ein US-amerikanischer Dokumentarfilmer (Filmregisseur, Filmproduzent, Kameramann und Filmeditor).

## Leben und Wirken
Der Sohn eines Marineoffiziers wurde im US-Navy-Stützpunkt San Diego geboren und wuchs in Corona del Mar im Orange County auf. Mit 13 begann MacGillivray seiner Leidenschaft, dem Wellenreiten, zu frönen und stellte bald darauf als High-School-Junge erste Surffilme her, die er in der elterlichen Garage vorführte, für 25 US-Cents Eintrittsgeld. 1964 brachte der 19-Jährige seinen ersten professionellen abendfüllenden Film A Cool Wave of Color heraus, mit dem er seinem bisherigen Lieblingsthema treu blieb. Gemeinsam mit einem anderen College-Zögling, Jim Freeman, der sowohl MacGillivrays Begeisterung für den Film als auch für den Surfsport teilte, gründete der Kalifornier 1966 eine gemeinsame Produktionsfirma, die MacGillivray-Freeman-Films. Free and Easy wurde beider Männer erstes gemeinsames Projekt. Mit Waves of Change, eine monströse Produktion von drei Stunden Länge, widmeten sich die beiden Filmemacher sämtlichen Belangen des Surfsports. Mit Five Summer Stories erschien 1972 der letzte Surf-Film MacGillivrays, den er jedes Jahr in modifizierter (sprich: aktualisierter) Form bis 1979 erneut herausbrachte.
In der Zwischenzeit hatte sich MacGillivrays und Freemans Können bis in die Büros der Studiobosse Hollywoods herumgesprochen, und man engagierte das Duo 1973 respektive 1974 für Second-Unit-Tätigkeiten (z. B. Hubschrauberaufnahmen) bei den beiden Erfolgsstreifen Die Möwe Jonathan und Flammendes Inferno. Zu dem Entführungsdrama Auf der Fährte des Adlers lieferte Greg MacGillivray 1975 nicht nur das Drehbuch, sondern auch die spektakulären Luftaufnahmen. Auch an dem subtilen Kubrik-Horror The Shining mit Jack Nicholson war MacGillivray als Helikopterkameramann beteiligt. In der Folgezeit entwickelte sich Greg MacGillivray zu einem IMAX-Spezialisten. In späteren Jahren weitete er sein Betätigungsfeld für Filmdokumentationen beträchtlich aus: er filmte am Nil ebenso wie in den Alpen, bei Korallenriffen ebenso wie in Griechenland, zuletzt in 3-D auch an exotischen Destinationen wie Arabien, dem Ozean und in der Arktis. Für zwei Dokumentarfilme, die ihn erneut in die Meere führten, The Living Sea und Delfine, erhielt Greg MacGillivray 1996 bzw. 2001 jeweils eine Oscar-Nominierung in der Rubrik Bester Dokumentarkurzfilm. Bei anderen Gelegenheiten wie dem Blue Ocean Film Festival, den Cannes Corporate Media & TV Awards und der Giant Screen Cinema Association wurden seine Werke Delfine, National Parks Adventure und America Wild mit Preisen ausgezeichnet.

## Filme
Regie und/oder Produktion und/oder Kamera und/oder Drehbuch und/oder Schnitt
- 1964: A Cool Wave of Color
- 1965: The Day War Came to Malibu
- 1965: The Performers
- 1966: Free and Easy
- 1967: Moods of Suring
- 1968: The Loser
- 1969: Who’s Best
- 1970: Waves of Change
- 1971: Expression Session
- 1972: Five Summer Stories
- 1975: The Sunshine Sea
- 1976: To Fly!
- 1976: The Magic Rolling Board
- 1983: Behold Hawaii
- 1984: Speed
- 1987: Island Child
- 1989: Race the Wind
- 1994: Beautiful Indonesia
- 1995: Wunderwelt der Meere (The Living Sea)
- 1996: The Magic of Flight
- 1998: Everest – Gipfel ohne Gnade (Everest)
- 2000: Delfine (Dolphins)
- 2000: Adventures in Wild California
- 2001: Journey Into Amazing Caves
- 2003: Wunderwelt Korallenriffe (Coral Reef Adventure)
- 2005: Der blaue Nil (Mystery of the Nile)
- 2006: Griechenland – Rätsel der Antike (Greece: Secrets of the Past)
- 2006: Hurrikan über Louisiana (Hurricane on the Bayou)
- 2007: Die Alpen (The Alps)
- 2008: Grand Canyon Adventure: River at Risk
- 2010: Hollywood Don’t Surf!
- 2011: Arabia 3D
- 2012: To the Arctic 3D
- 2013: Journey to the South Pacific
- 2015: Humpback Whales
- 2016: National Parks Adventure
- 2017: We, the Marines
- 2018: America’s Musical Journey
- 2019: America Wild
- 2020: Ocean Planet 3D